# Flying Colors (album)
Flying Colors je debutové studiové album americké rockové superskupiny Flying Colors. Nahrávání alba probíhalo během roku 2011 a vyšlo v březnu 2012 pod značkou Provogue Records. 4. dubna 2012 se poprvé umístilo v žebříčku Billboard 200 na 81. příčce.

## Seznam skladeb
| Pořadí | Název                        | Délka |
| ------ | ---------------------------- | ----- |
| 1.     | Blue Ocean                   | 7:05  |
| 2.     | Shoulda Coulda Woulda        | 4:32  |
| 3.     | Kayla                        | 5:20  |
| 4.     | The Storm                    | 4:53  |
| 5.     | Forever in a Daze            | 3:56  |
| 6.     | Love Is What I'm Waiting For | 3:36  |
| 7.     | Everything Changes           | 6:55  |
| 8.     | Better Than Walking Away     | 4:57  |
| 9.     | All Falls Down               | 3:22  |
| 10.    | Fool in My Heart             | 3:48  |
| 11.    | Infinite Fire                | 12:02 |

## Obsazení
- Casey McPherson – zpěv, elektrická kytara, klávesy
- Steve Morse – akustická kytara, elektrická kytara
- Dave LaRue – basová kytara
- Neal Morse – klávesy, zpěv
- Mike Portnoy – bicí, perkuse, zpěv